# Empremta digital
|  | No s'ha de confondre amb Petjada digital. |

Una empremta dactilar o empremta digital és la impressió visible o modelada que produeix el contacte de les crestes papil·lars d'un dit de la mà (generalment s'usen el dit polze o el dit índex) sobre una superfície. Depèn de les condicions en què es faci el dactilograma (impregnant o no de substàncies de color diferent al suport en què assenteix), i de les característiques del suport (matèries plàstiques o toves, en degudes condicions). No obstant això, és una característica individual que es fa servir com a mitjà d'identificació de les persones.
El sistema d'identificació de les persones a través de les empremtes va ser inventat pel croat nacionalitzat argentí Juan Vucetich, i l'invent es va desenvolupar i patentar en Argentina, on també es va usar per primera vegada el sistema d'identificació d'empremtes per a aclarir un crim.

Impressió d'una empremta dactilar.

La disciplina científica que estudia les empremtes dactilars es diu dactiloscòpia, i dins d'aquesta disciplina existeixen dues grans branques amb la seva pròpia classificació d'empremtes. El sistema d'identificació dactilar a Espanya va ser creat pel doctor Federico Olóriz Aguilera a partir del sistema desenvolupat per Juan Vucetich.
La troballa d'empremtes digitals es pot falsificar copiant-la amb una cinta de celofan amb la que capturen una còpia que després es pot utilitzar per deixar la marca en la superfície que faria de localització falsa.

## Identificació de persones per les empremtes digitals

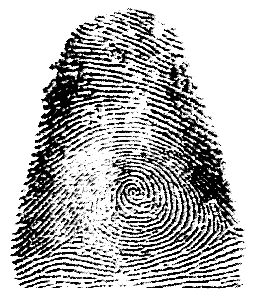
empremta del polze dret de Francisca Rojas, primera assassina identificada per les seves empremtes dactilars.

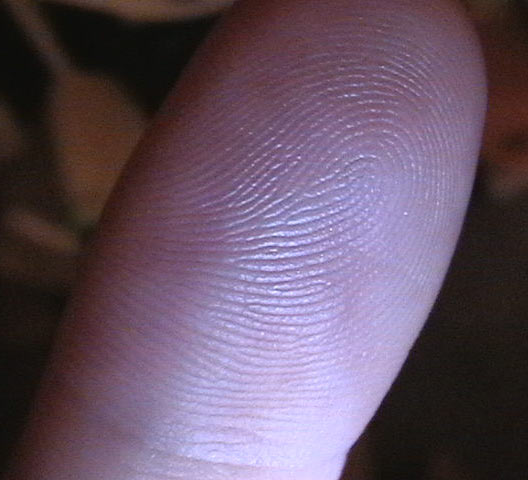
Imatge de les crestes papil·lars d'un dit polze que, en fer contacte amb una superfície, poden deixar la impressió d'una empremta digital.

En les antigues Babilònia i Pèrsia s'usaven les impressions dactilars per autenticar registres en argila, perquè ja es coneixia el seu caràcter únic. L'any 1883, el francès Alphonse Bertillon va proposar un mètode d'identificació de persones basat en el registre de les mesures de diverses parts del cos. El seu mètode, anomenat bertillonage, i adoptat per les policies de França i altres parts del món, va tenir un estrepitós fracàs quan es van trobar dues persones diferents que tenien el mateix conjunt de mesures.
L'ús dels relleus dactilars va ser per primera vegada objecte d'un estudi científic per l'antropòleg anglès Francis Galton (1822 - 1911), qui va publicar els seus resultats en el llibre Empremtes dactilars (1892). Els resultats de l'estudi van verificar tant la invariabilitat de les empremtes digitals al llarg de tota la vida d'un individu com el seu caràcter distintiu encara per bessons idèntics. Els estudis de Galton van estar orientats a la determinació de les característiques racials hereditàries de les persones (sobre les quals les empremtes digitals no podien donar informació) i va determinar algunes característiques de les empremtes que encara s'usen avui en dia per a la seva classificació. Amb base en això, Galton va proposar usar les per a la identificació personal en substitució de l'inexacte sistema Bertillon, llavors en ús.
Els quaranta trets proposats per Galton per a la classificació de les impressions digitals van ser analitzats i millorats per l'investigador d'origen croat de la policia de la província de Buenos Aires Juan Vucetich, a qui el cap de policia, Guillermo Núñez, li havia encomanat establir les bases d'una identificació personal fiable.
Vucetich va determinar, inicialment, 101 trets de les empremtes per classificar-les en quatre grans grups. Va aconseguir després simplificar el mètode basant-lo en quatre trets principals: arcs, bagues internes, bagues externes i verticils. A partir dels seus mètodes, la policia de Buenos Aires va iniciar el 1891, per primera vegada al món, el registre dactiloscòpic de les persones. L'any 1892, va fer per primera vegada la identificació d'una assassina, amb base a les empremtes deixades pels seus dits plens de sang (en particular pel seu polze dret) en l'escena del crim dels seus dos fills, de 4 i 6 anys, a la ciutat de Necochea. La dona, de nom Francisca Rojas, havia acusat dels assassinats al seu veí Pedro Ramón Velázquez.
El mètode que descriu Vucetich detalladament en els seus escrits «Instruccions generals per al sistema antropomètric i impressions digitals, Idea de la identificació antropomètrica» (1894) i Dactiloscòpia comparada, presentat en el segon Congrés Mèdic de Buenos Aires (1904). L'últim treball va rebre premis i distincions a tot el món i va ser traduït als principals idiomes. Després de més d'un segle de la seva implantació-tot i que han variat substancialment els mètodes de rellevament, fitxer i comparació-, la identificació d'empremtes dactilars encara es basa en els quatre trets finalment triats per Vucetich.

## Identificació individual a través dels bacteris dactilars
El 15 març 2010 va veure la llum un article científic que informa el descobriment que les comunitats de bacteris que alberga la pell són diferents en cada individu, és a dir, es proposa l'ús de l'anàlisi dels bacteris de les empremtes dactilars d'un individu per a fins d'identificació forense.

## Dibuixos papil·lars
Els dibuixos papil·lars inclouen les papil·les i els solcs interpapil·lars. Les crestes papil·lars són relleus epidèrmics situats al palmell de la mà i a la planta del peu. Els solcs interpapil·lars es determinen per les depressions que separen aquests relleus o crestes.
La dermis és la capa interior i més gruixuda de la pell, que conté el dibuix papil·lar. L'epidermis és la membrana que cobreix la dermis.
Els porus papil·lars són els diminuts orificis de forma i dimensions variades que, en crescut nombre, existeixen en les crestes papil·lars i pels quals s'expulsa la suor.
Està demostrat que els dibuixos que apareixen visibles a l'epidermis són perennes, immutables, diversiformes i originals:
- Són perennes perquè, des que es formen en el sisè mes de la vida intrauterina, romanen indefectiblement invariables en nombre, situació, forma i direcció fins que la putrefacció del cadàver destrueix la pell.
- Són immutables, ja que les crestes papil·lars no poden modificar-fisiològicament, si hi ha un traumatisme poc profund, es regeneren, i si és profund, les crestes no reapareixen amb forma diferent de la que tenien, sinó que la part afectada pel traumatisme resulta envaïda pel dibuix d'una cicatriu.
- Són diversiformes, perquè no s'ha trobat encara dues impressions idèntiques produïdes per dits diferents.
- Són originals, ja que tot contacte directe d'un lofrograma natural produeixen impressions originals amb característiques microscòpiques identificables del teixit epidèrmic. Es pot establir si van ser plasmats de manera directa per la persona o si es tracta d'un lofograma artificial.

## Crestes papil·lars
Les crestes papil·lars són glàndules de secreció de suor, situades a la dermis, anomenades glàndules sudorípares. Consten d'un tub situat al teixit cel·lular subcutani, format per un glomèrul glandular amb un canal rectilini, que travessa la dermis, i acaba en la capa còrnia de l'epidermis, concretament en el porus, que és un orifici situat en els lloms de les crestes papil·lars.
Un cop el suor surt, es vessa per totes les crestes i es barreja amb el greix natural de la pell, cosa que fa que, quan es toqui o manipuli un objecte apte per a la retenció d'empremtes, les crestes deixin una impressió en ell.

## Impressió dactilar
La impressió dactilar és la reproducció feta a propòsit sobre la cartolina o en paper de dactilograma natural (dibuix papil·lar), impregnat en tinta, generalment tipogràfica.

## Captura en viu
Sol anomenar-se captura en viu a l'adquisició de la imatge del dactilograma natural mitjançant lectors electrònics especialitzats. Aquest tipus d'adquisició no requereix usar tinta i sol permetre que es realitzi un control de qualitat automàtic.

## Punts característics
Es designa amb aquest nom a les particularitats papil·lars que, en detall, ofereixen les crestes en el seu curs pel dactilograma natural i la seva impressió. És a dir, són les convergències, desviacions, entroncaments, interrupcions, fragments, etc., de les crestes i dels seus solcs (illot, bifurcació, punt, tallada, forquilla, entroncament, tancament).

## Normes tècniques
Existeixen normes tècniques relacionades amb l'adquisició, la compressió, l'intercanvi i la representació de les empremtes dactilars.

### CJIS-RS-0010 Appendix F
Norma creada el dels Estats Units per l'FBI que defineix les característiques tècniques que han de complir els escànners de captura d'empremtes dactilars (escànners de paper i els de captura en viu) i les impressores d'empremtes dactilars per assegurar que les imatges obtingudes compleixin amb criteris de qualitat mínims per ser usades en processos forenses manuals o automatitzats de verificació o identificació dactilar. Actualment, aquesta norma es troba en la seva versió 7, actualitzada el 1999.

### IAFIS-IC-0110
Estàndard creat per l'FBI que defineix el format per a la compressió d'imatges d'empremtes dactilars conegut com a WSQ. Permet assolir nivells de compressió típics de 15:1, mantenint els detalls rellevants de l'empremta dactilar com les minúcies i porus. Actualment, aquesta norma es troba en la versió 3, actualitzada el 1997.